# Otto Gühlk
Otto Gühlk (* 1. Juni 1892 in Hamburg; † 25. Februar 1978 ebenda) war ein deutscher Architekt.

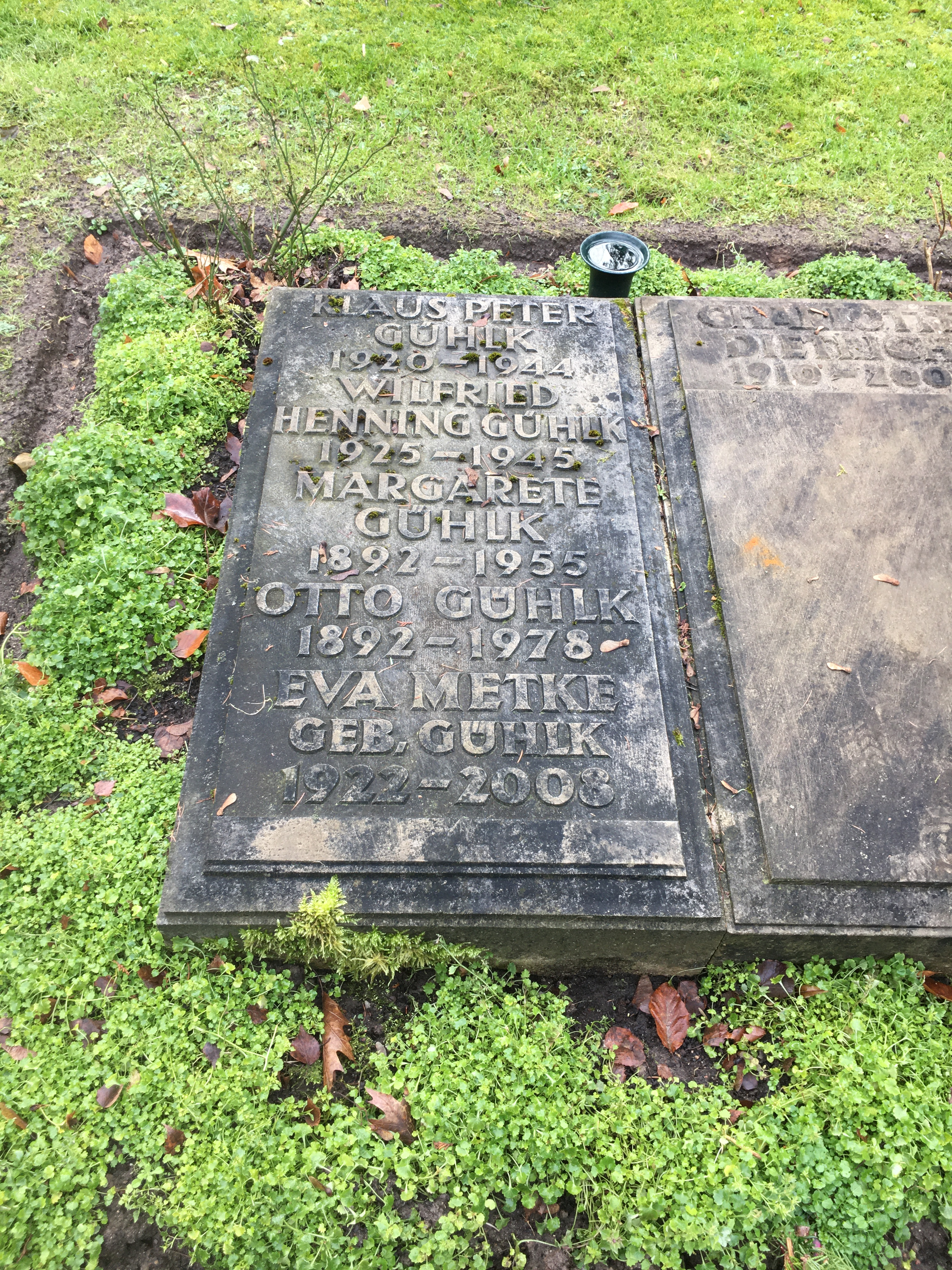
Grabstätte im
Ohlsdorfer Friedhof in Hamburg-Ohlsdorf

Gühlk besuchte nach einer abgeschlossenen Zimmermannslehre von 1909 bis 1911 die Baugewerkschule Hamburg. Nach einem Berufsverbot im Dritten Reich war er freiberuflich als Architekt tätig und hatte nach dem Zweiten Weltkrieg maßgeblichen Anteil am Wiederaufbau des kriegszerstörten Hamburgs. Bis 1952 war er mit Hans Atmer freiberuflich tätig. Von 1950 bis 1952 war Jürgen Marlow sein Mitarbeiter. Gühlk saß für die SPD in der Baudeputation und war erster Präsident der Hamburgischen Architektenkammer. Er hatte wesentlichen Anteil an der (Wieder-)Gründung des Bund Deutscher Architekten (BDA) nach dem Zweiten Weltkrieg und gehörte langjährig dessen Präsidium an.
Zu seinen bekanntesten Projekten gehören die Gartenstadt Farmsen, die er 1953/1954 zusammen mit Hans Bernhard Reichow für die damals gewerkschaftseigene Neue Heimat realisierte, sowie die Siedlung Küperkoppel in Hamburg-Wandsbek.
Seine Schwester war die Politikerin Paula Westendorf.